# Dam tot Damloop 2004
De Dam tot Damloop 2004 werd gehouden op zondag 19 september 2004. Het was de twintigste editie van deze loop. De hoofdafstand was 10 Engelse mijl (16,1 km). Er werd gestart vanaf de Prins Hendrikkade in het centrum van Amsterdam en via de IJ-tunnel gelopen naar het centrum van Zaandam. 
Deze wedstrijd werd bij de mannen gewonnen door de Zuid-Afrikaan Hendrick Ramaala in 45.59. Hij finishte in dezelfde tijd als de Bernard Barmasai uit Kenia. Diens landgenoot William Kipsang maakte het podium compleet en finishte in 46.00. Bij de vrouwen besliste Susan Chepkemei de wedstrijd in haar voordeel.
Naast de hoofdafstand stonden er een 4 Engelse mijl en Mini Dam tot Damlopen op het programma. Alle onderdelen van het evenement bij elkaar trokken 32600 deelnemers (10 Engelse mijl:27150, minilopen:3850 en 4 Engelse mijl:1600). Het is de eerste editie waarbij de deelnemerslimiet op de 10 Engelse mijl wordt bereikt.

## Wedstrijd
Mannen
| rang   | naam                     | land | tijd  |
| ------ | ------------------------ | ---- | ----- |
| Goud   | Hendrick Ramaala         | RSA  | 45.59 |
| Zilver | Bernard Barmasai         | KEN  | 45.59 |
| Brons  | William Kipsang          | KEN  | 46.00 |
| 4      | Francis Kibiwott Larabal | KEN  | 46.01 |
| 5      | William Kiplagat         | KEN  | 46.26 |
| 6      | Samuel Rongo             | KEN  | 47.34 |
| 7      | Mohammed Mourhit         | BEL  | 47.58 |
| 8      | Jamal Baligha            | MAR  | 47.58 |
| 9      | Sammy Kipruto            | KEN  | 48.12 |
| 10     | Koen Raymaekers          | NED  | 48.21 |
| 11     | Larbi Zeroual            | FRA  | 48.21 |
| 12     | Paul Malakwen Kosgei     | KEN  | 49.00 |
| 13     | Greg van Hest            | NED  | 49.25 |
| 14     | Latta Jiru Wago          | NED  | 49.30 |
| 15     | Joep Tigchelaar          | NED  | 49.41 |
| 16     | Sander Schutgens         | NED  | 50.32 |
| 17     | Hugo van den Broek       | NED  | 50.40 |
| 18     | Sullivan Smith           | NED  | 50.42 |
| 19     | Said Kanfaoui            | NED  | 50.45 |
| 20     | Zac Freudenburg          | NED  | 50.46 |

Vrouwen
| rang   | naam                   | land | tijd    |
| ------ | ---------------------- | ---- | ------- |
| Goud   | Susan Chepkemei        | KEN  | 53.07   |
| Zilver | Eunice Jepkorir        | KEN  | 53.09   |
| Brons  | Magdaline Chemjor      | KEN  | 54.19   |
| 4      | Hilda Kibet            | KEN  | 54.59   |
| 5      | Irene Jerotisch        | KEN  | 55.26   |
| 6      | Selma Borst            | NED  | 56.19   |
| 7      | Kristijna Loonen       | NED  | 56.51   |
| 8      | Anne van Schuppen      | NED  | 57.56   |
| 9      | Nadezhda Wijenberg     | NED  | 57.56   |
| 10     | Ludmilla Afoenjoeskina | RUS  | 58.38   |
| 11     | Barbara Yff            | NED  | 59.41   |
| 12     | Daphne Panhuijsen      | NED  | 1:00.33 |
| 13     | Vivian Ruijters        | NED  | 1:06.34 |
| 14     | Victoria Smith         | NED  | 1:09.04 |

1985 ·
1986 ·
1987 ·
1988 ·
1989 ·
1990 ·
1991 ·
1992 ·
1993 ·
1994 ·
1995 ·
1996 ·
1997 ·
1998 ·
1999 ·
2000 ·
2001 ·
2002 ·
2003 ·
2004 ·
2005 ·
2006 ·
2007 ·
2008 ·
2009 ·
2010 ·
2011 ·
2012 ·
2013 ·
2014 ·
2015 ·
2016 ·
2017 ·
2018 ·
2019